# 綾川武治

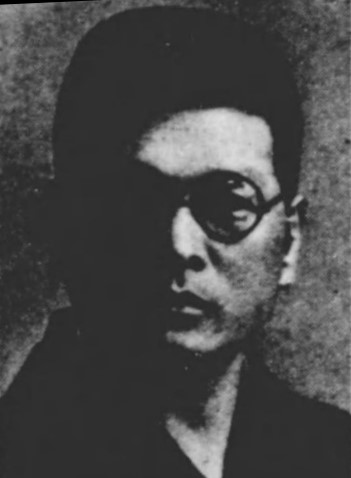
綾川武治

綾川 武治（あやかわ たけじ、1891年（明治24年）4月23日 - 1966年（昭和41年）12月7日）は、日本の国家主義者、弁護士、政治家。衆議院議員。

## 経歴
埼玉県幡羅郡長井村字善ヶ島（のち大里郡長井村、現:熊谷市）で、小作農・綾川幸太郎、せん夫妻の長男として生まれる。江波学校（長井尋常小学校）、幡羅高等小学校を経て、1904年4月、埼玉県立熊谷中学校に入学。実家の家計悪化のため、1907年3月、中学を休学して、父の職場であった磐城炭鉱 (株) 越賀炭鉱（福島県石城郡内郷村）で一年余り働き、熊谷中四年に復学し1910年3月に卒業した。
無試験検定で合格し、1910年9月、第七高等学校造士館第一部甲（英法科）に入学。学費は篤志家からの恩恵を受けた。二年次に第一部乙（英文科）に転科し、1913年7月に卒業した。同年9月、東京帝国大学文科大学哲学科に入学。篤志家からの援助だけでは学費等が賄えないため、一年の内、4～6カ月を磐城炭鉱・宮鉱業所で働くことを3年間継続した。松本亦太郎のもとで心理学を専修し、端艇部に所属した。1916年7月、東京帝国大学文科大学を卒業したが、希望に見合う就職先がなかったため、同年9月、同大法科大学法律学科（英法兼修）に学士入学。学費については外交時報社の社員となり自弁することができた。英米法を中心に学びながら、立作太郎から国際政治学の教えを受けた。1919年、興国同志会の結成に参画。1920年10月、東京帝国大学法学部を卒業した。
1920年10月、大川周明の斡旋で南満洲鉄道東亜経済調査局に採用され、アングロ・サクソン入植地における労働問題、人種問題について調査研究を行う。また、右翼団体猶存社、行地社、国本社に加わり活動を行った。これらの活動により1922年9月、日本大学法学部講師（1934年3月まで在任）、1923年9月、法政大学専門部講師（1932年3月まで在任）にそれぞれ就任する契機が与えられた。
小川平吉の知遇を得て、1926年4月、満鉄を退職して日本新聞社へ移り新聞『日本』編集局長に就任。1927年11月、日本新聞社の助成を受けて全日本興国同志会を結成。1930年2月、愛国勤労党の幹部となる。
1932年1月、第18回衆議院議員総選挙に出馬するため『日本』編集局長を辞任し、埼玉県第二区から無所属・中立で立候補したが落選。そのため日本新聞社に復帰したが、同年8月に退社し、同年11月、帝国新報社長に就任した。しかし、多忙となり研究がままならなくなり、1933年12月に社長を辞し取締役兼編集顧問に退いた。
1934年2月、菱刈隆関東長官の意向を受けた塩原時三郎の斡旋で関東庁嘱託、翌月から旅順工科大学嘱託兼講師に就任した。菱刈の指示を受け大陸経営史を研究し『我が大陸経営失敗の真相』を執筆。その後、1935年12月に関東庁を辞職した。
1936年2月、第19回総選挙で埼玉県第二区から無所属・中立で出馬して当選し、衆議院議員を1期務めた。その後、弁護士として活動しながら、民間の国家主義運動に参画した。朝鮮総督府嘱託、北支那開発嘱託を経て、
1941年4月、大政翼賛会連絡部副部長に就任し、さらに大政翼賛会埼玉県支部事務局長、逓信院嘱託などを務めた。
戦後、1946年に公職追放となり、1951年6月に解除された。1948年6月、熊谷市栄町に弁護士事務所を開設し、埼玉県弁護士会副会長、同県調停協会副会長を務めた。また、1954年に日本革新同盟を結成するなど右翼活動を継続した。
1966年（昭和41年）12月7日に死去。同月、その3日前に没した小沢専七郎などとともに従五位、勲四等に叙され瑞宝章を受けた。

## 著作
※『近代日本の国家主義エリート』【巻末資料・1】164-165頁。 
- 『心理学総論』〈哲学講話叢書第5編〉東京刊行社、1920年。
- 講述『各國憲政發達史概要』〔綾川武治〕、1920年。
- 『欧米普通選挙史料』〈万有叢書 第1編〉聚芳閣、1924年
- 『人種問題研究』倉橋書店、1925年。
- 『白人文明、人種問題及日本』国本社出版部、1925年。
- 『誰れにも解かる社会学の知識』修教社書院、1925年。
  - 再刊『初めて研究する人の一般社會學』中央出版社、1927年。
  - 再刊『社会学入門』修養図書普及会、1934年。
- 井染祿朗校閲『近代思想と軍隊』兵書出版社、1929年。
- 『共産党運動の真相と毒悪性』全日本興国同志会出版部、1929年。
  - 改定版『共産党を吾等が排撃する五つの理由』禅の生活社、1932年。
- 『世界史を転囘せる日露戦争の偉業』全日本興国同志会出版部、1930年。
- 『共産党運動の害悪』全日本興国同志会出版部、1930年。
- 『將來の戰爭と近代思想』兵書出版社、1931年。
- 『不穏思想の真相と其対策』兵書出版社、1933年。
- 『将来の戦争と思想戦』〈思想研究資料 第109号〉海軍省教育局、1934年。
- 『我が大陸経営失敗の真相』兵書出版社、1935年。
- 『満州事変の世界史的意義』大陸国策研究所、1936年。
- 『我が人口問題の危機』日本協会出版部、1939年。
- 『『皇国現下の思想粛正準則』解説』日本協会出版部、1941年。

共著
- 柴田安正、香原一勢『哲学総論』〈哲学講話叢書第1編〉東京刊行社、1920年。
- 下沢瑞世『西洋哲学思潮大観』〈哲学講話叢書第12編〉東京刊行社、1920年。
- 久保勘三郎『近世哲学思潮大観』〈哲学講話叢書第9編〉東京刊行社、1920年。
- 稲田周之助『現代社会問題研究第16巻 植民問題』同文館、1927年。